# 8234 Nobeoka
8234 Nobeoka eller 1997 VK8 är en asteroid i huvudbältet som upptäcktes den 3 november 1997 av den japanska astronomen Tsutomu Seki vid Geisei-observatoriet. Den är uppkallad efter den japanska staden Nobeoka.
Den tillhör asteroidgruppen Koronis.